# Rejon bachmucki (1923–2020)
Rejon bachmucki – jednostka administracyjna w składzie obwodu donieckiego Ukrainy.
Powstał w 1923. Miał powierzchnię 1687 km² i liczy około 53 tysięcy mieszkańców. Siedzibą władz rejonu był Bachmut.
W skład rejonu wchodziły 1 miejska rada, 1 osiedlowa rada oraz 19 silskich rad, obejmujących 104 miejscowości.